# Бештауїт
Бештауїт (англ. Beshtauite) — мінерал урану (IMA2012-051).
Не плутати з виверженою гірською породою Бештаунітом.

## Загальний опис
Хімічна формула: (NH4)2(UO2)(SO4)2×2H2O.
Сингонія моноклінна, моноклінно-призматичний клас симетрії 2 / m. Просторова група P21 / c.
Бештауїт є важливим показником мінералотворення — його присутність можна розглядати як свідчення транспортування U6 + в природі в формах мобільних комплексів уранілу-катіона з аміаком або поліамінами.
Колір світло-зелений. Прозорий. Твердість (за шкалою Мооса): 2. Крихкий. Спайність відсутня. Густина 3,046 г / см3.
Вперше знайдений в зоні окиснення рудної зони «Гремучка» Лермонтовського уранового родовища (шахта № 1, гора Бештау, П'ятигорськ, Ставропольський край, Північний Кавказ, Росія). Бештауїт знайдений у вигляді коротко-призматичних кристалів до 0,1 × 0,15 × 0,2 мм, їх зрощень і кірок розміром до 0,5 мм, наростаючих на марказиті.